# Das Haus (Maier)
Das Haus ist ein im Dezember 2011 bei Suhrkamp erschienener Roman von Andreas Maier. Der Autor setzt damit seine geplante elfbändige Romanserie fort, die er im Jahr davor mit Das Zimmer begonnen hat. Im Mittelpunkt von Das Haus steht das 1970 neugebaute Haus seiner Familie im Barbaraviertel in Friedberg (Hessen).

## Aufbau und Inhalt
Der Roman besteht aus den beiden Hauptkapiteln „DRINNEN“ (S. 7–92) und „DRAUSSEN“ (S. 93–165). Diese sind in jeweils fünf Unterkapitel gegliedert, die thematisch meist um einen Gegenstand kreisen (z. B. der Ablauf eines Schultags, das Familienfrühstück, die Fahrradtouren im Barbaraviertel).

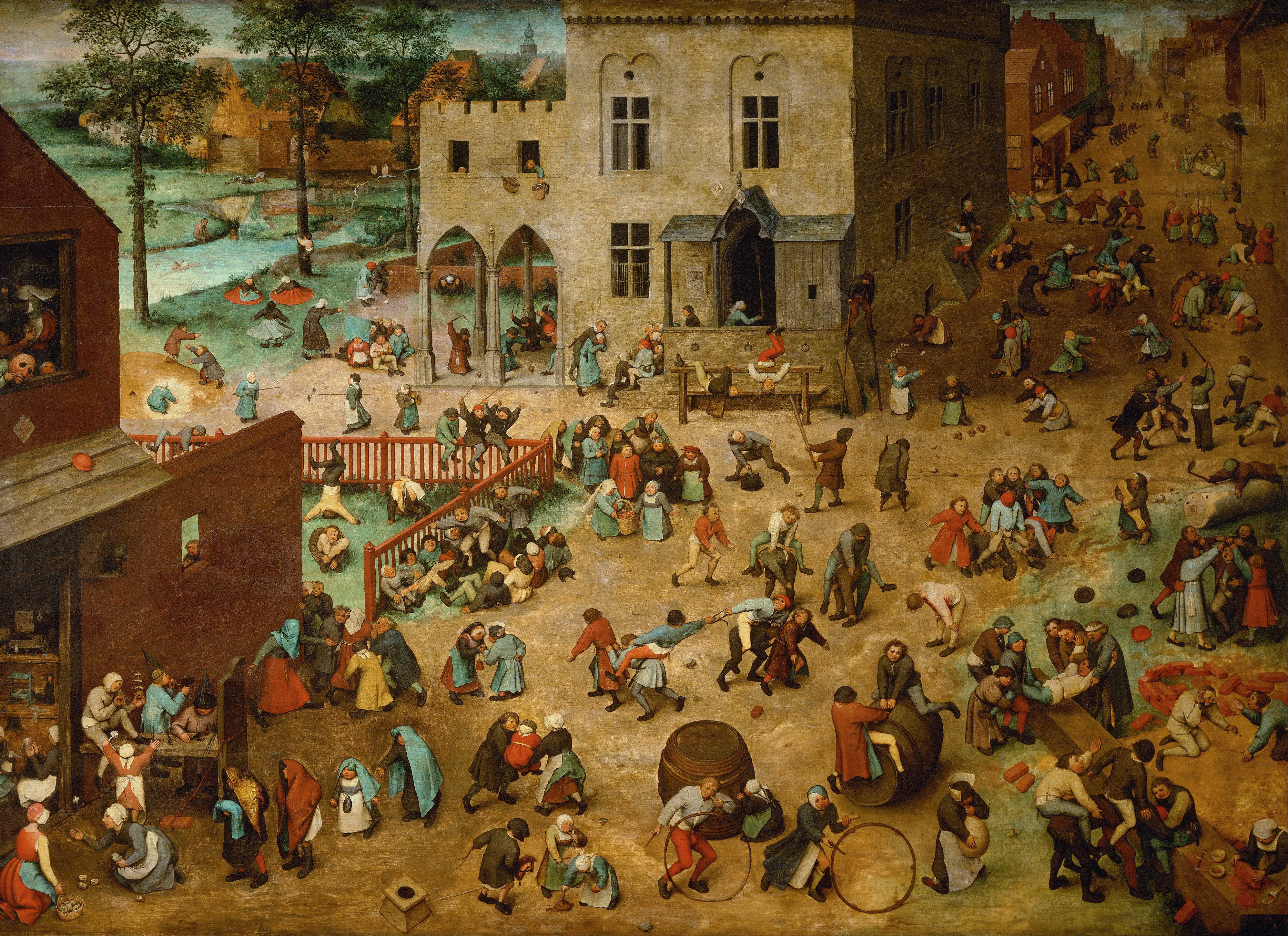
„Die Kinderspiele“ von Bruegel d. Ä., Kunsthistorisches Museum, Wien

Anders als der Vorgängerroman Das Zimmer, in dessen Mittelpunkt der Onkel J. stand, ist dieser Roman direkt autobiografisch. Zeitlich rekapituliert der Autor seine ersten Lebensjahre bis zum Grundschulalter. Er beschreibt dabei vor allem sein Unbehagen in sozialen Situationen, sei es mit der Familie am Frühstückstisch, im Kindergarten oder in der Schule. Seine Abneigung gegen Anhäufungen von Menschen ging so weit, dass er nach einem ersten desaströsen Tag im Kindergarten nicht wieder dorthin gehen musste. Sein ängstliches Verhalten war gepaart mit dem Globussyndrom (das Gefühl, einen Kloß im Hals zu haben), das ihm auch beim Eintritt in die Grundschule weiter zu schaffen machte und zu einer großen Anzahl an Fehltagen führte: „Das Bild meiner Angst und aller meiner damaligen Tage, wie ein Gemälde von Brueghel liegt es vor mir, der Schulhof und die Schüler und die Lehrer und die Schule.“

## Ausgaben
- Andreas Maier: Das Haus. Roman. Suhrkamp, Berlin 2011, ISBN 978-3-518-42266-3.